# Xã Belle Prairie, Quận Morrison, Minnesota
Xã Belle Prairie (tiếng Anh: Belle Prairie Township) là một xã thuộc quận Morrison, tiểu bang Minnesota, Hoa Kỳ. Năm 2010, dân số của xã này là 1.105 người.